# San Luis (Tolima)
San Luis – miasto w Kolumbii, w departamencie Tolima.